# 에르네스토 마히스
에르네스토 마히스(Ernesto Mahieux, 1946년 7월 12일 ~ )는 이탈리아의 배우이다.
나폴리에서 태어났다.

## 영화
- 무지렁이들의 전쟁 (2017년)
- 발라드 인 블러드 (2016년)
- 아메리쿠아 (2013년)
- 니나 (2012년)
- 더 테일러스 와이프 (2012년)
- 라 메라빌리오자 벤추라 디 안토니오 프랑코니 (2011년)
- 나폴리, 나폴리, 나폴리 (2009년)
- 돈 웨이스트 유어 타임, 쟈니! (2007년)
- 황금의 문 (2006년)
- 보이지 않는 아이들 (2005년)
- 박제사 (2002년)
- 마카로니 (1985년)